# 교향곡 8번 (베토벤)
《교향곡 8번 바장조, 작품번호 93》은 루트비히 판 베토벤에 의해 쓰인 교향곡이다. 이 교향곡은 베토벤의 교향곡 중 유일하게 누구에게도 헌정되고 있지 않다.

## 작곡 및 배경
《교향곡 7번》과 마찬가지로 이 교향곡은, 베토벤이 북서 보헤미아의 휴양지 테플리체에서 요양하던 동안에 쓴 것으로 전해진다(이 교향곡을 쓴 시기는 1812년 여름 즈음이다). 베토벤은 《교향곡 7번》 직후에 피아노 협주곡 프로젝트를 시작했지만 결국 중단했는데, 이때 버려진 피아노 협주곡의 자료는 이 《교향곡 8번》으로 흘러 들어갔다.
이 작품을 쓸 당시에 베토벤은 괴테를 만났다. 서로간은 조금 답답했지만, 당시의 만남은 여전히 좋은 이야기로 전해지고 있다. 괴테는 베토벤의 의지를 단언했다: “나는 이렇게 거칠고 근면하며 심오한 예술가를 본 적이 없다. 그가 홀로 세상에 맞서 싸운 것을 이해할 수 있다.” 또, 이 시기, 즉, 1812년 7월 6일/7일에 테플리체에서 베토벤은 보내지지 않은 “불멸의 연인”을 향하는 유명한 편지를 썼다-2018년에는 지금까지 알려지지 않은 악보 사본이 발견되었으며, 제목 페이지에는 “내 존경하는 친구 안토니 브렌타노에게, 베토벤으로부터”라는 제목의 헌사가 새겨져 있었다. 두 사람은 1810년부터 1812년까지 작품이 창작 중이던 시기에 절친한 친구 사이로 있었다. 몇몇 학자들, 특히 메이너드 솔로몬(1930-2020)은 안토니 브렌타노를 작곡가가 “불멸의 연인”에게 보내고자 한 그 유명한 편지의 수취인으로 보았다.
여러가지로 복잡한 환경 속에서 순탄치 않은 삶을 보내는 시기에 쓰인 것이라고 할 수 있는 이 작품은, 경쾌하고 편안하게 들리며 레트로한 분위기까지 풍기고 있는데, 이는 여름 휴가철의 좋은 추억 때문일 것이다.

## 초연과 반응
초연은 1814년 2월 27일에 《교향곡 7번》 등과 함께 빈의 호프부르크 궁전의 무도회장 (Redoutensaal)에서 이루어졌다. 청중들 사이에서는 이 교향곡보다 《7번》이 더 인기를 끌었다고 전해진다. 베토벤은 이 사실에 관하여 이렇게 말한 바 있다: “청중이 이 작품을 이해하지 못하는 것은, 이 작품이 너무 뛰어나기 때문입니다.”

## 음악
이 교향곡은 베토벤의 아홉 개의 교향곡 중 가장 짧으면서(이 때문에 베토벤은 이 작품을 “나의 ‘작은 작품’(소곡)”이라고 불렀다) 비정형적이다. 베토벤 자신은 이 교향곡이 간결하고 단순하기 때문에, 그의 다른 어떤 교향곡보다 더 많이 연주될 것이라고 추측했지만, 결과는 그 반대였다.
종종 간과되고 있는 것이 사실인 이 작품은, 기존의 고전주의 형식을 따르고 있는 가운데에서도 독창적 연구와 표현들이 넘쳐나고 있다.  분위기는 상당히 밝은 면을 지니고 있지만, 가벼운 곡이라고는 볼 수 없으며, 많은 부분이 씩씩하고 크며 악센트가 있는 음표로 구성되어 있다. 또, 여러 마디에서 음악적 농담을 담고 있고, 《피아노 소나타 14번, “월광”》과 같이, 전통에 얽매이지 않으면서 마지막 악장에 가장 비중을 둔 형식을 지닌다.
이전의 작품인 《교향곡 6번 “전원”》도 조성이 마찬가지로 바장조이지만, 길이에서 차이를 보여(《8번》의 길이가 더 짧다), 작곡가는 이 교향곡을 "작은 바장조"라고 부르는 것을 좋아했다고 한다.

## 악기 편성
초연시에는 목관 악기의 개수가 두 배였고, 악보에는 없는 콘트라바순이 2개나 추가되는 등 대편성으로 연주되었다.
| 목관 악기   | 목관 악기 | 금관 악기 | 금관 악기    | 타악기 | 타악기 | 현악기      | 현악기 |
| ----------- | --------- | --------- | ------------ | ------ | ------ | ----------- | ------ |
| 플루트      | 2         | F 호른    | 2            | 팀파니 | ●      | 제1바이올린 | ●      |
| 오보에      | 2         | F 트럼펫  | 2            | 기타   |        | 제2바이올린 | ●      |
| Bb 클라리넷 | 2         | 기타      |              | 기타   | 비올라 | ●           |        |
| 바순        | 2         | 기타      | 첼로         | 기타   | ●      |             |        |
| 기타        |           | 기타      | 콘트라베이스 | 기타   | ●      |             |        |

## 구성
작품은 전4악장으로 구성되어 있으며, 연주시간은 약 26분 정도이다.

### 제1악장. 알레그로 비바체 에 콘 브리오
바장조, 3/4 박자, 소나타 형식(제시부 반복 지정 있음).
서주 없이 갑작스럽고 화려한 투티로 시작한다. 고전적인 인상을 주지만, 제2주제가 6도의 평행 장조인 라장조를 거쳐 왈츠조로 제시되는 등, 깊은 연구를 거듭했음을  느낄 수 있다. 스포르찬도를 많이 사용하며, 헤미올라(hemiola)로 리듬을 새기는 전개부는 드물게 간략하게 정리되어 있지만, 그 만큼 매우 밀도가 짙어지고 있다. 유명한 《5번 "운명 교향곡"》의 제1악장 제1주제와 같은 "다다다단"의 형태를 옥타브로 도약시켜 리듬을 잡고 있는 것이 특징이다. 재현부에서는 투티가 포르티시시모로 울려 퍼지는 가운데 저현이 제1주제를 재현하지만, 소리의 균형을 잡기 어려운 까닭에 지휘자의 실력 발휘의 기회가 되고 있다. 첫 번째 주제의 동기에서 곡을 마무리하는 점은 《9번 "합창 교향곡"》의 첫 악장과 같다. 《5번》의 제1악장과 마찬가지로 대부분의 연주 예에서 제시부가 반복되고 있다.

### 제2악장. 스케르찬도: 알레그레토
내림나장조, 2/4 박자, 전개부가 없는 소나타 형식.
하이든의 《시계 교향곡》 제2악장과 마찬가지로 목관이 리듬을 새기는 가운데 현이 노래하는 가창적인 주제가 연주되는 사랑스러운 악장이다. 이 교향곡은 함께 초연된 《교향곡 7번》과 마찬가지로 완서(緩徐)악장이 빠져 있어, 제2악장을 실질적인 스케르초라고 보는 해석도 있다. 메트로놈의 고안자 멜첼(Johann Nepomuk Mälzel)에게 준 카논 《친애하는 멜첼, WoO 162》의 선율을 전용했다고 말해지고 있었지만, 근래에는, 교향곡이 선행하고 있어, 카논은 안톤 쉰틀러에 의한 위작이라고 하는 설이 유력해지고 있다.

### 제3악장. 템포 디 미뉴에트
바장조, 3/4 박자, 복합세도막 형식.
베토벤이 교향곡의 악장으로 사용한 유일한 미뉴에트이지만(《교향곡 1번》의 제3악장도 미뉴에트로 표시되고 있으나, 내용 면에서는 분명히 스케르초이다), 도입부에 악센트가 들어가있거나 궁정 무곡이라기 보다는 렌틀러(Ländler)풍이거나 하는 등, 베토벤의 독창성도 충분하다. 트리오에서 첼로 파트의 반주는 셋잇단음표 만으로 이루어져 있으며 스케르초적이다. 트리오의 호른과 클라리넷의 목가풍 선율은 작곡 당시 베토벤이 머물던 카를로비바리의 우편 마차 신호를 바탕으로 한 것으로 알려져 있다.

### 제4악장. 알레그로 비바체
바장조, 2/2 박자, 자유로운 론도 형식(A-B-A'-A-A"-C-A-B-코다).
소나타 형식이라고 볼 수도 있는 악장으로, 실제로 그렇게 해설되어 있는 경우도 있다. 그러한 경우, 작품 거의 절반에 상당하는 전반부는 완전히 소나타 형식이므로(상기 A'가 전개부), 후반의 절반 모두가 코다(상기 A' 이후)가 상당하게 되는데, 베토벤 교향곡에 있어서 최종악장의 코다는 집요하고 장대화하는 경향이 있다. 2차 재현부는 다른 베토벤 재현부처럼 대폭 변주된) 론도 형식과 소나타 형식의 복합 형식으로 볼 수도 있다. 육잇단음표에 의한 "타타타타타타"의 리듬을 특징으로 하며, 강약이 심하게 바뀐다. 시종 6잇단음표의 리듬이 유지된 채 전개된다. 악기의 연주법에서는 팀파니와 바순의 1옥타브의 도약이 특징적으로, 코다는 의표를 찌르는 전조에 의한 패시지가 담겨 있으며, 같은 화음을 보유한 채 악기를 차례차례로 옮겨 가는 수법이 사용된다.